# 佳洞站
佳洞站（：／ Gadong yeok */?）曾为韩国铁路庆北线上的一个车站，位于庆尚北道醴泉郡柳川面，目前已废止。

## 历史
- 1928年11月1日，落成使用，当时的车站名称为柳川站[1]。
- 1944年10月1日，停止使用，
- 1966年1月27日，落成使用[2]。
- 2001年7月1日，停止使用。